# Aquiles Priester
Aquiles Priester (n. Otjo, Sudáfrica, 25 de junio de 1971) es un músico brasileño, baterista de las bandas de power metal Angra y Primal Fear. En 2006 participó en el proyecto de Fábio Laguna, «Freakeys», y hasta 2008 fue el baterista de Angra.

## Biografía
Aquiles Priester nació en Otjo, Sudáfrica. Su primer contacto con el instrumento fue a la edad de cuatro años, mientras veía un conjunto de jazz por televisión.
Aquiles se trasladó a Brasil en 1977, y jugó fútbol profesional hasta 1985. En 1985 asistió al festival Rock in Rio, suceso que lo motivó a convertirse en baterista. A pesar de que comenzó a tocar con latas, reuniendo un conjunto consistente en una caja, tom (que había tomado de su escuela), bombo, hihat, y un plato que le colgaba del techo. Como baterista se inspiró fuertemente en Nicko McBrain. Una banda de la televisión local, llamada «La banda tropical» lo había visto tocar, y lo invitó a hacerlo en un par de canciones. Más tarde, la banda «Stylo Livre» lo vio tocar y lo contrató. Tras años de lucha, y sin encontrar el éxito en bandas de metal en Brasil, finalmente consiguió una audición para convertirse en el baterista de Angra. Continuó tocando con Angra hasta la separación temporal de la banda, y finalmente la dejó, para concentrarse en su otro proyecto, Hangar.
El 9 de septiembre de 2014 fue anunciado como el nuevo baterista de la banda de power metal alemana Primal Fear.
En febrero de 2020 sustituyó en el tour De DragonForce  por Estados Unidos De America a Gee Anzalone Debido a que este último tuvo dificultades cardíacas que le impidieron hacer su tour.

## Equipo
Aquiles utiliza: Paiste, Mapex, Evans (a partir de 2006), Pro-Mark, Audio-Technica, pedales DW, Santo Angelo, Urban Boards, y Ciclotrón.
Aquiles ha ofrecido varias clínicas de batería en América, en ciudades como Santiago, Viña del Mar y Concepción, con gran aceptación.
A finales del año 2010 audicionó, junto con otros seis bateristas (Peter Wildoer, Marco Minnemann, Mike Mangini, Derek Roddy, Virgil Donatti y Thomas Lang) para ser el reemplazo de Mike Portnoy en la banda Dream Theater; sin embargo éste puesto fue obtenido por Mike Mangini.
- Datos: Q2262003
- Multimedia: Aquiles Priester / Q2262003